# セントー級軽巡洋艦
| セント―級軽巡洋艦   | セント―級軽巡洋艦 |
| ------------------- | --- |
| 竣工時の「セント―」 | |
| 艦級概観            | |
| 艦種                | 軽巡洋艦 |
| 艦名                | Cで始まる単語 |
| 前級                | カンブリアン級 |
| 次級                | カレドン級 |
| 性能諸元            | |
| 排水量              | 常備：4,165トン 満載：-トン |
| 全長                | 135.9m |
| 水線長              | 128.0m |
| 全幅                | 12.8m |
| 吃水                | 4.4m |
| 機関                | ヤーロー式重油専焼水管缶6基 +パーソンズ式セミ・ギヤード・タービン4基4軸推進                                                                                                 |
| 最大出力            | 40,000hp |
| 最大速力            | 29.0ノット |
| 航続距離            | 18ノット/3,880海里 |
| 燃料                | 重油：824トン |
| 乗員                | 336名 |
| 兵装（竣工時）      | Mk XII 15.2cm（45口径）単装砲5基 Mk I 7.6cm（45口径）単装速射砲1基 Mk I 7.6cm（23口径）単装高角砲2基 53.3cm水中魚雷発射管2基2門                                             |
| 兵装（1925年時）    | Mk XII 15.2cm（45口径）単装砲4基 Mk I 7.6cm（45口径）単装高角砲1基 Mk I 7.6cm（23口径）単装高角砲1基 ヴィッカース 4cm（39口径）単装ポンポン砲2基 53.3cm水中魚雷発射管2基2門 |
| 装甲                | 舷側：76mm（最厚部）、32mm（艦首・艦尾部） 甲板：25mm（機関区のみ） 主砲防盾：102mm（最厚部） 司令塔：152mm（最厚部）                                                       |

セント―級軽巡洋艦（Centaur class Light cruiser）はイギリス海軍の軽巡洋艦の艦級で、本級はC級軽巡洋艦のサブグループの一つに分類されている。本級は主武装を15.2cm砲に統一された初めての軽巡洋艦のクラスとなった。

## 概要
本級は1914年度計画に於いて2隻の建造が承認された。この段階で前級であるカライアピ級で採用したセミ・ギヤード・タービンの実績が得られており、大戦勃発時にオスマン帝国海軍から発注されていた機関を流用して搭載した。基本設計はカンブリアン級に採っていたが設計段階から前部マストは艦橋に組み込まれた三脚マストを採用して頂上部に射撃方位盤室と射撃指揮所を持つ大型のものとなった。
武装面に於いては15.2cm速射砲の威力が確認されたため、主武装は15.2cm砲に統一されて5基を搭載した。副武装として7.62cm速射砲1基を搭載したが、それとは別に対空火器として7.62cm高角砲2基を搭載するという念の入りようであった。このため約4,100トン台の常備排水量に不釣り合いなほどの重武装を搭載したため、浮力が不足して外洋航行時に艦首を波に突っ込みやすく、加えて艦体のローリングが激しくなった欠点があった。このために大戦後に近接火器や対空火器を撤去したうえ、主砲1基を減じて攻撃力を欠いてでも航海性能を改善する必要が生じた。

## 艦形

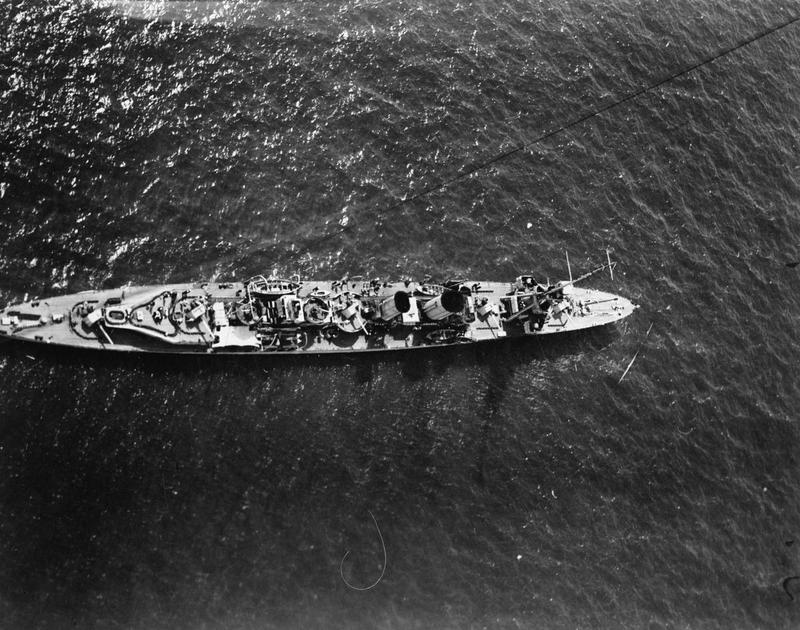
上空から撮られた「コンコード」。

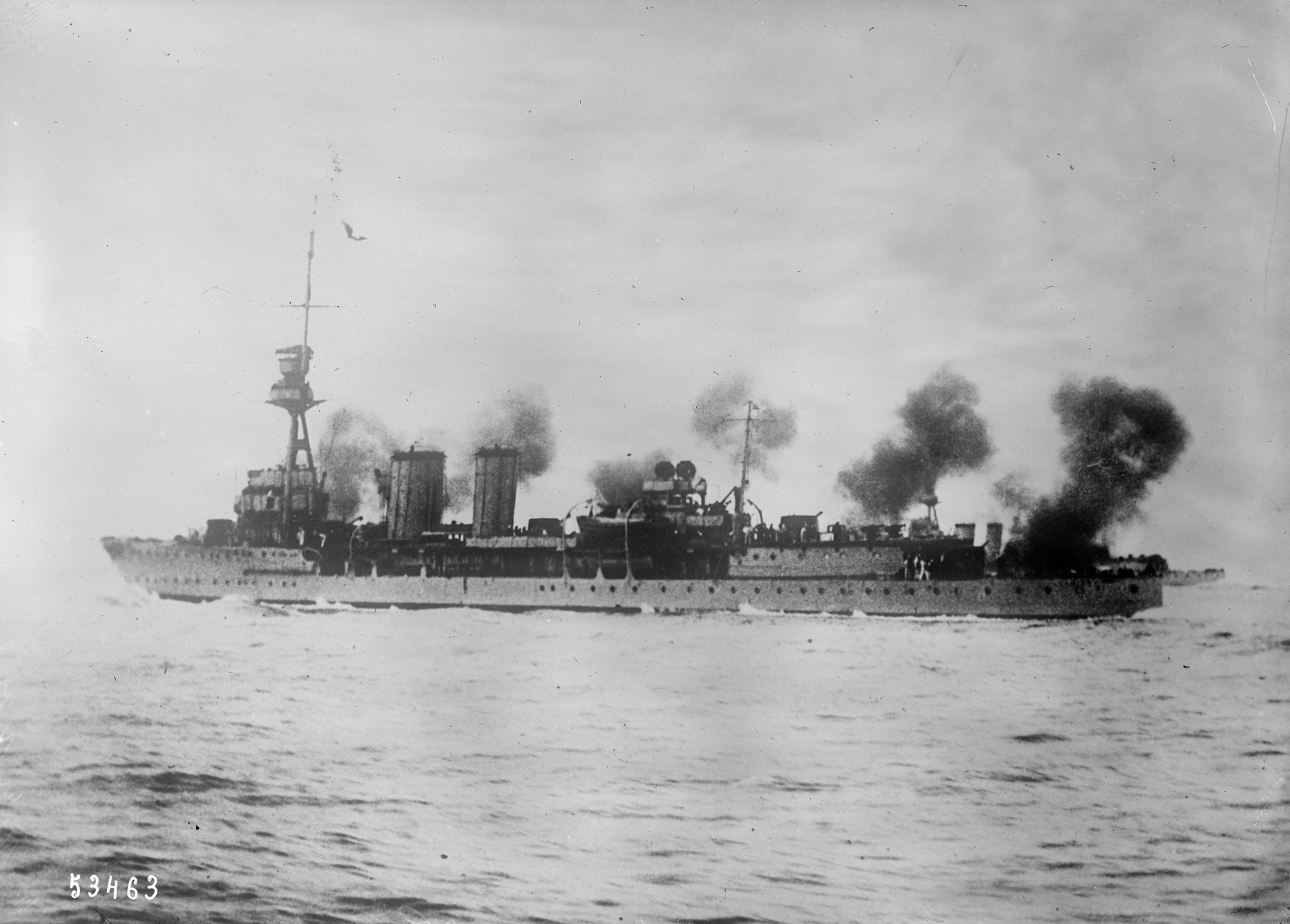
1919年に撮られたセントー級の1隻。クリッパー型艦首の形状と探照灯の後部に設けられた7.6cm高角砲が判る写真。

本級の船体は船首楼型船体を採用していた。艦首は垂直に切り立った艦首から甲板上に主砲のMk XII 1906年型 15.2cm（50口径）砲が防盾の付いた単装砲架で1基、司令塔を組み込んだ艦橋を基部として3段の見張り所を持つ三脚型の前部マストが立ち、その背後に2番主砲1基が配置された。探照灯台の背後に2本煙突が立ち、その背後に3番主砲が配置された。
その周囲は艦載艇置き場となっており、艦載艇は2本1組のボート・ダビットが片舷3組で計6組により運用された。後部甲板上に上部構造物が設けられ、後部射撃指揮所を7.62cm高角砲が前後から挟み込むように1基ずつ計2基が配置された。後部単脚マストの後ろには4番・5番15.2cm速射砲が後ろ向きの背負い式配置で2基が配置された。

## 兵装

### 主砲
主砲はMk XII 1913年型 15.2cm（45口径）砲を採用した。その性能は重量45.36kgの砲弾を仰角15度で13,085mまで届かせられるこの砲を単装砲架で5基を搭載したが、就役後に4基に減少した。砲架の俯仰能力は仰角15度・俯角7度で旋回角度は左右150度の旋回角度を持っていたが実際は上部構造物により射界の制限を受けた。砲の旋回、砲身の上下・砲弾の装填の動力は人力を必要とした。発射速度は毎分5～7発である。

### 備砲、魚雷兵装
近接火器として、Mk II 7.62cm（45口径）砲を採用している。その性能は5.67kgの砲弾を仰角20度で8,500mまで届かせる射程を持っていた。単装砲架は左右方向に180度旋回できたが実際には上部構造物により射界に制限を受けた。砲身の俯仰は仰角30度・俯角10度で発射速度は毎分12～14発だった。
対空火器として引き続き 7.62cm（23口径）高角砲を単装砲架で2基を搭載したが1920年代に1基に減少した。他に主砲では手に負えない相手への対抗として53.3cm魚雷発射管を水中で片舷1基ずつ計2基装備した。

## 機関
本級はヤーロー式重油専焼水管缶6基とセミ・ギヤード・タービンを組み合わせ4基4軸推進で最大出力40,000馬力で速力29.0ノットを発揮した。
機関配置は第一次大戦前の「装甲巡洋艦」と同じく機関区前部にボイラー室、後部に機関室を置く旧時代的な配置を採っていた。

## 参考図書
- 『世界の艦船 増刊第46集 イギリス巡洋艦史』（海人社)
- 『世界の艦船 2010年1月増刊号 近代巡洋艦史』（海人社）
- Conway All The World's Fightingships 1906–1921 (Conway)
- Conway All The World's Fightingships 1922-1946 (Conway)
- Jane's Fighting Ships Of World War I (Jane)